# Bolemoreus
Bolemoreus – rodzaj ptaków z rodziny miodojadów (Meliphagidae).

## Zasięg występowania
Rodzaj obejmuje gatunki występujące w Australii.

## Morfologia
Długość ciała 17–22 cm; masa ciała 19–44 g.

## Systematyka
Rodzaj zdefiniowali w 2011 roku amerykański zoolog Árpád S. Nyári i australijski ornitolog Leo Joseph na łamach czasopisma „Emu”. Gatunkiem typowym jest kantarowczyk duży (Bolemoreus frenatus).

### Etymologia
Bolemoreus: zbitka wyrazowa nazwisk dwóch australijskich ornitologów: Waltera E. Bolesa (ur. 1952) oraz N. Wayne’a Longmore’a.

### Podział systematyczny
Taksony wyodrębnione z Lichenostomus; w takim ujęciu do rodzaju należą następujące gatunki:
- Bolemoreus frenatus (E.P. Ramsay, 1875) – kantarowczyk duży
- Bolemoreus hindwoodi (Longmore & Boles, 1983) – kantarowczyk mały